# Staatstheater Braunschweig
Das Staatstheater Braunschweig ist ein Fünfspartenhaus in Braunschweig. Es zeigt jährlich etwa 35 Premieren in den Sparten Musiktheater (Oper, Operette, Musical), Schauspiel, Tanztheater und Kinder- und Jugendtheater (JUNGES! Staatstheater). Die fünfte Sparte bildet das Staatsorchester Braunschweig mit jährlich 10 Sinfoniekonzerten im großen Haus. Das Staatstheater Braunschweig besitzt drei eigene Spielstätten: das Große Haus, das Kleine Haus sowie seit November 2017 das Aquarium im Oberen Foyer des Kleinen Hauses. Seit 2003 wird darüber hinaus im Sommer auf dem Braunschweiger Burgplatz eine Freilichtbühne mit rund 1.200 Sitzplätzen aufgebaut und bespielt. Seit September 2020 ist der Lokpark Braunschweig die Interimsspielstätte des Jungen Staatstheaters.

## Geschichte
Das heutige Staatstheater Braunschweig ist das älteste öffentliche Mehrspartentheater Deutschlands, seine Anfänge als Hoftheater reichen bis ins Jahr 1690 zurück. Herzog Anton Ulrich von Braunschweig begründete das Opernhaus am Hagenmarkt. Das Hoftheater war eine der ersten öffentlich zugänglichen Theaterbühnen im deutschsprachigen Raum und zunächst eine Spielstätte für Opern. Ab dem 18. Jahrhundert wurden auch Schauspiele aufgeführt, darunter zahlreiche Uraufführungen wie Emilia Galotti (1772) und Faust I (1829). Bis Anfang des 19. Jahrhunderts hatte der Theaterbetrieb kein festes Schauspielensemble, die Bühne des Hagenmarkt-Theaters wurde bis dahin von Wandertruppen bespielt, zu denen auch die Truppe von Friederike Caroline Neuber gehörte. 1818 wurde die Bühne zum Nationaltheater erhoben und erhielt eine stehende Bühne mit einem fest engagierten Ensemble. 1826 wurde das Theater jedoch wieder zum Herzoglichen Hoftheater heruntergestuft, da es den gehobenen Anforderungen an einen modernen Theaterbetrieb nicht mehr erfüllte, so dass mit einem Theaterneubau begonnen wurde. Das Opernhaus am Hagenmarkt wurde 1861 wegen Baufälligkeit geschlossen und 1864 abgerissen.

## Das Große Haus
Am 1. Oktober 1861 wurde nach fünfjähriger Bauzeit das Große Haus, die neue Spielstätte am Steinweg, feierlich eingeweiht. Mit dem Bau des Theaters wurde der Herzogliche Park in zwei Teile geteilt, den Theaterpark und den Museumpark. Während des Zweiten Weltkriegs wurden das Theater und die Kammerspiele im Grotrian-Steinweg-Saal bei der Bombardierung am 15. Oktober 1944 weitgehend zerstört. Das Große Haus wurde nach seiner durch Daniel Thulesius geleiteten Wiederherstellung am 25. Dezember 1948 mit einer Vorstellung von Wolfgang Amadeus Mozarts Don Juan als eines der ersten deutschen Theater der Nachkriegszeit wiedereröffnet. Erweiterungs- und Umbaumaßnahmen gab es in den Jahren 1970–1972, 1982–1983 und 1988–1989.

Großes Haus
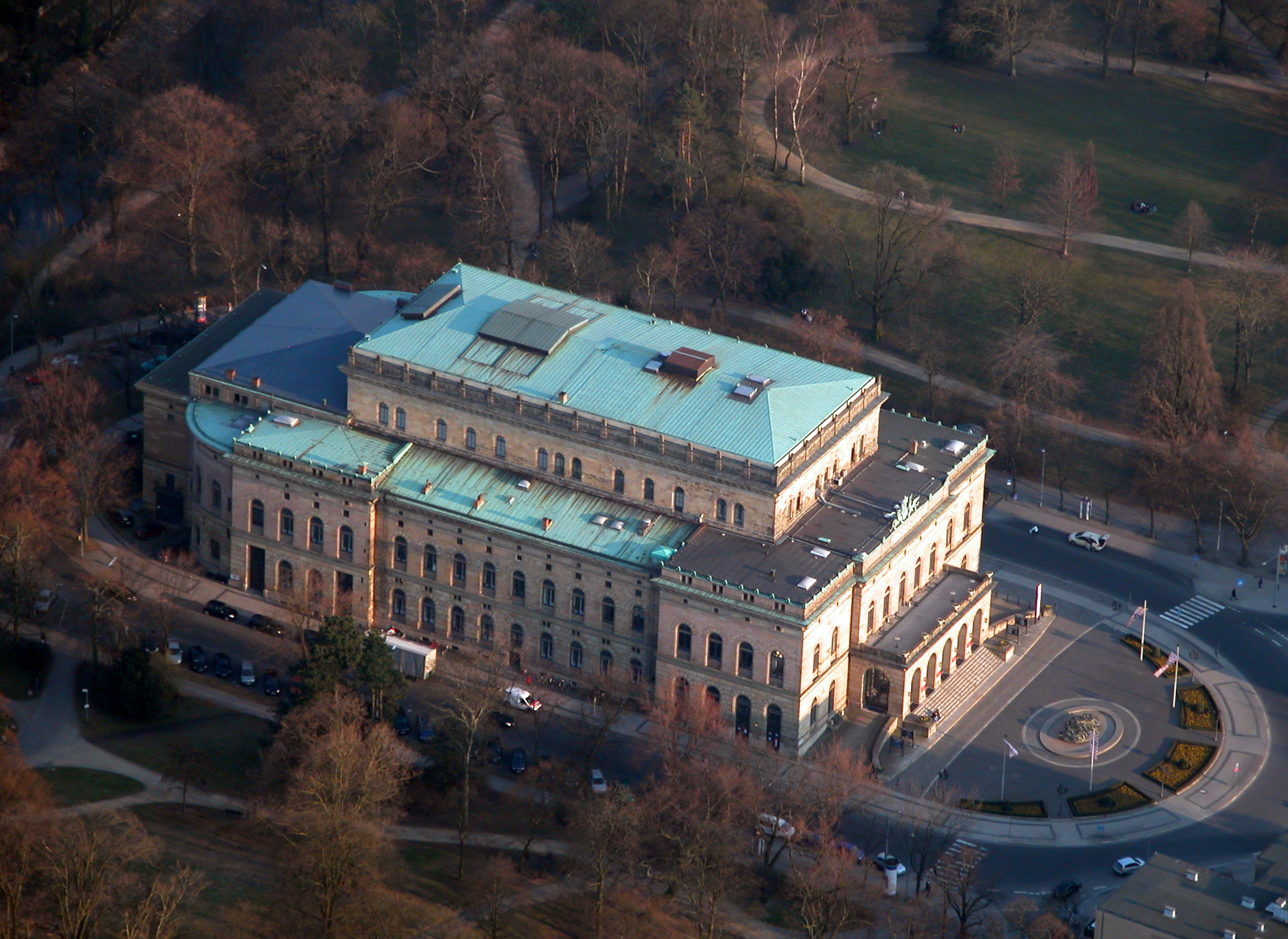
Staatstheater von Nordwesten
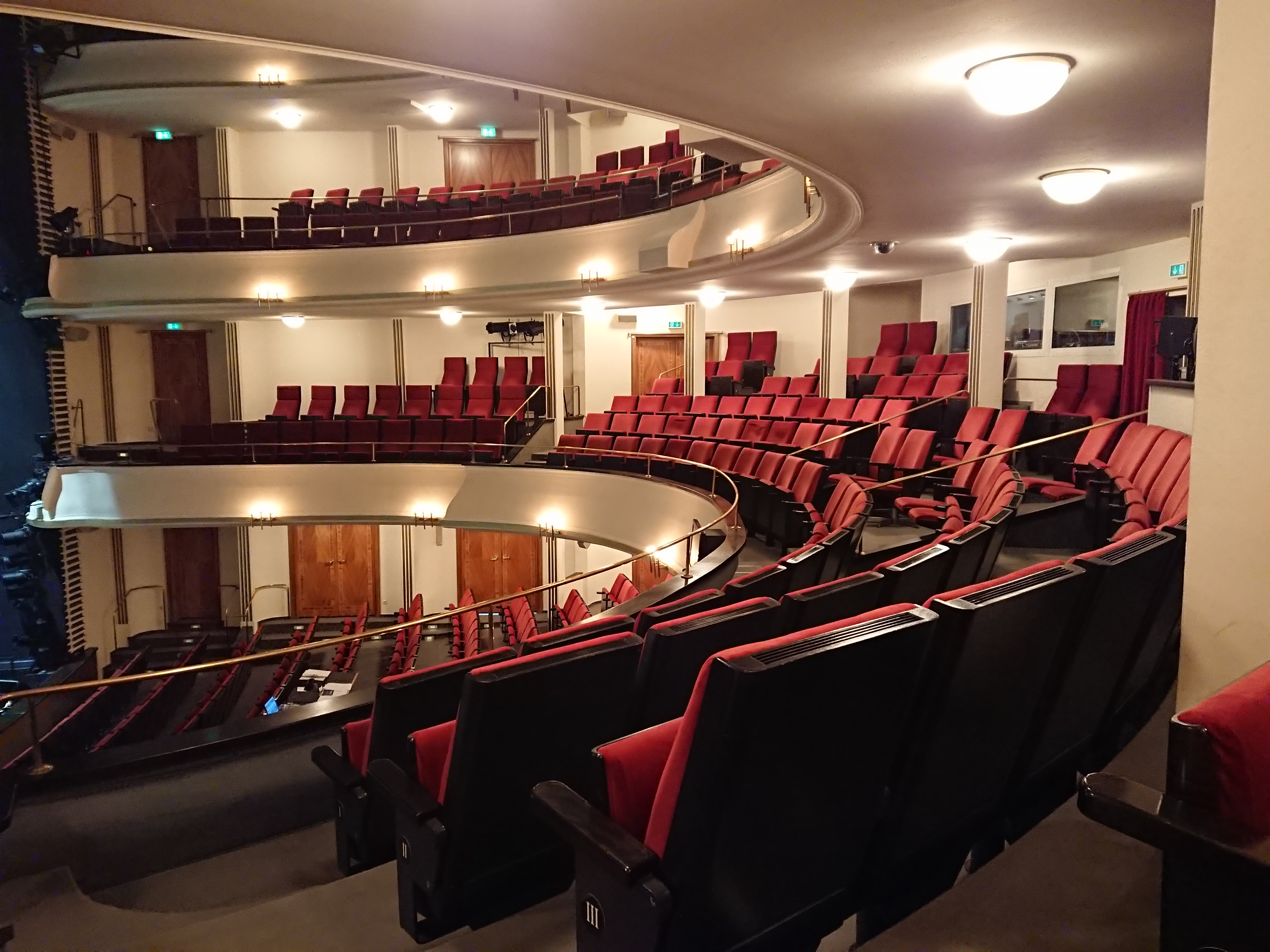
Zuschauerraum im Großen Haus
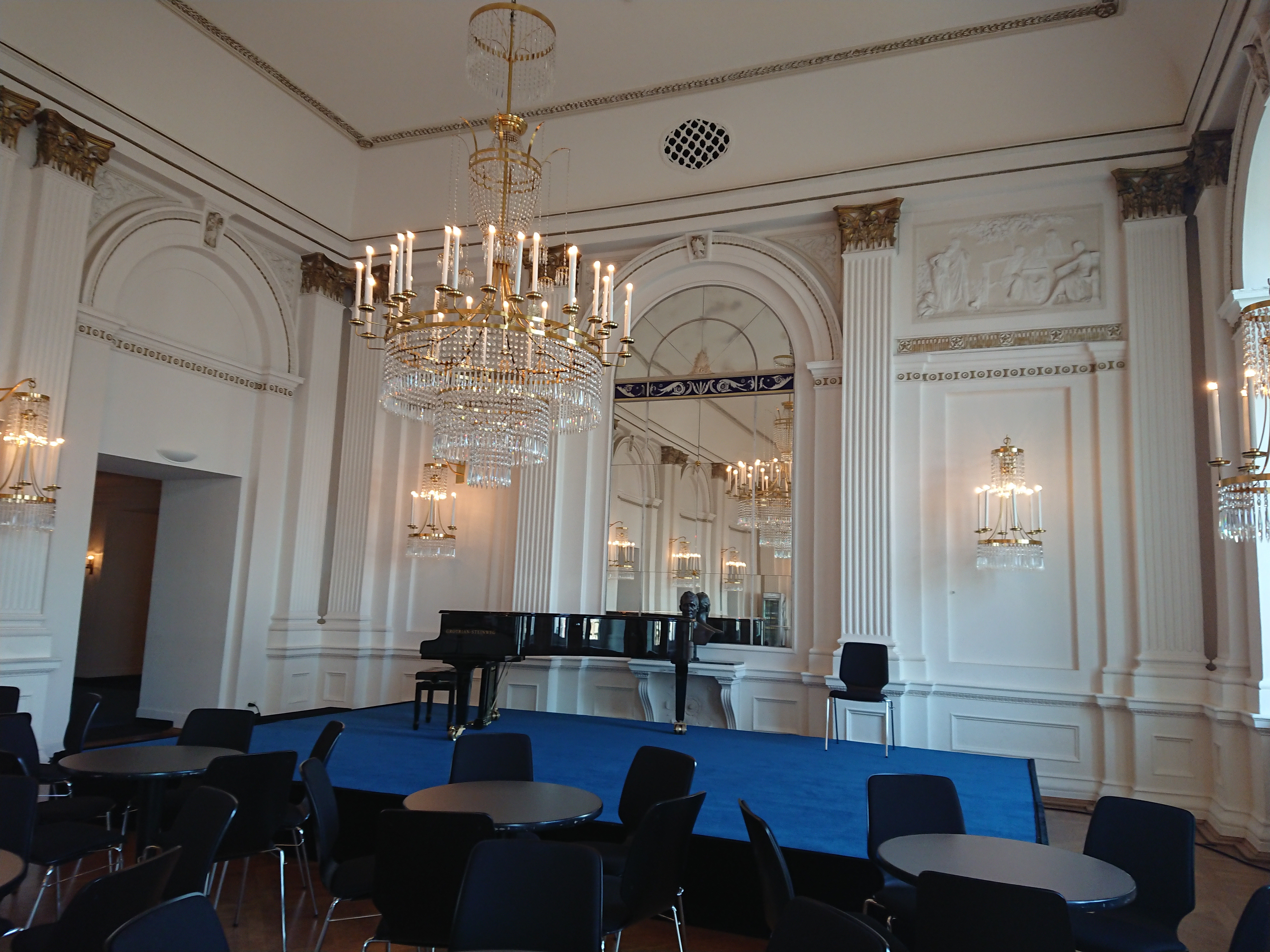
Louis-Spohr-Saal im Großen Haus
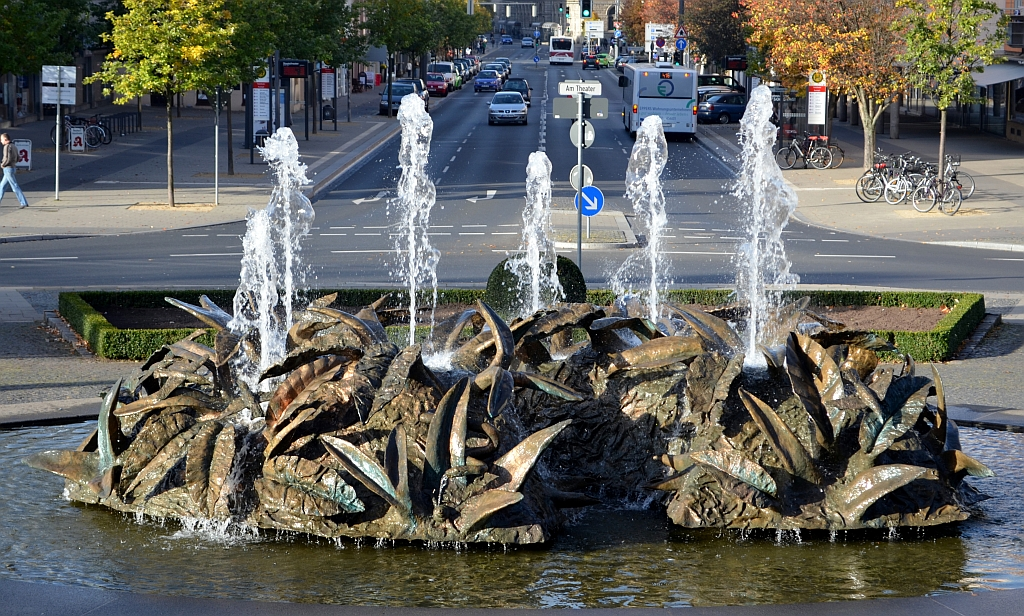
Brunnen vor dem Haupteingang

## Weitere Spielstätten

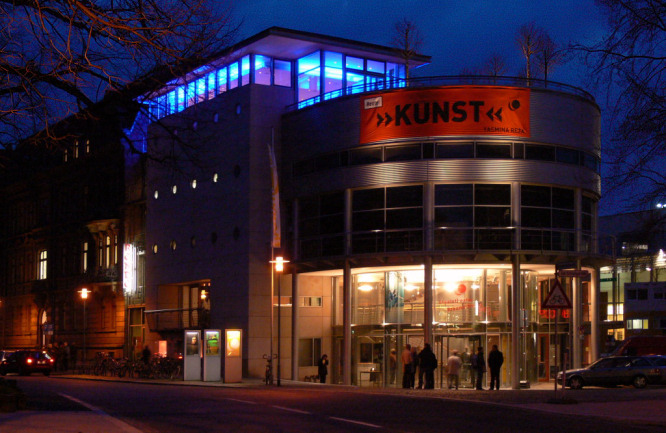
Kleines Haus

In den Kammerspielen in der Kant-Hochschule wurde vom 23. September 1945 bis zum 30. Juli 1949 gespielt. Am 16. Dezember 1949 wurde zunächst als Provisorium das Kleine Haus in der entfernteren Grünewaldstraße angesiedelt. Das neue Kleine Haus wurde schräg gegenüber dem Großen Haus am Magnitorwall von 1992 bis 1996 unter der Leitung des Architektenbüros Lindemann + Thamm erbaut und im März 1996 eröffnet. Hier befindet sich seit der Spielzeit 2017/2018 auch die Spielstätte Aquarium, die das ehemalige U22 ersetzt und experimentellere Formen des Theaters zeigt.
Von 1984 bis 2019 diente der im Magniviertel ansässige Theaterspielplatz, im August 2006 umbenannt in Haus Drei, als Spielstätte für das JUNGE! Staatstheater, das seit September 2020 den Lokpark Braunschweig als Interimsspielstätte nutzt.
Seit 2003 wird darüber hinaus im Sommer auf dem Braunschweiger Burgplatz eine Freilichtbühne mit rund 1.200 Sitzplätzen aufgebaut und bespielt.

## Technische Daten
- Das Große Haus bietet im Saal 896 Sitz- und 60 Stehplätze. Die Portalbreite beträgt 12–12 m, die Portalhöhe maximal 7,3 m. Die Bühnenraumabmessung beträgt 19,5 m × 23,5 m, die Höhe bis zum Schnürboden liegt bei rund 21 m. Zudem verfügt die Bühne über acht Podien, darunter drei Doppelstock-Podien und ein Transport-Podium sowie mehrere Bühnenzüge und eine Drehscheibe.
- Das Kleine Haus hat bei einer multifunktionalen Raumanordnung maximal 297 Plätze. Die Portalbreite beträgt 8 bis 10 Meter, die Portalhöhe maximal 7 m. Bühnenraumabmessung 9 m × 11,6 m. Die Höhe der Bühne liegt bei 15,6 m, sie verfügt über sieben Podien.
- Das Aquarium verfügt über 87, der Lokpark über 80 und die Stadthalle (erbaut 1965, Architekten Heido Stumpf und Peter Voigtländer) im Großen Saal über 2300 Sitzplätze.[1]

## Sonstiges
- Der Eigentümer ist das Land Niedersachsen, das Zuschüsse zahlt, die Stadt Braunschweig ist hieran beteiligt.
- Das Staatstheater Braunschweig ist seit 1990 einer der Gastgeber des internationalen Festivals Theaterformen seit 2008 im zweijährigen Wechsel mit dem Staatstheater Hannover.[4]
- Seit der Spielzeit 2017/18 finden jedes Jahr die Thementage statt, welche sich mit aktuellen Fragestellungen der Gesellschaft auseinandersetzen.

## Intendanz seit 1925
- 1925–1929: Ludwig Neubeck
- 1929–1933: Thur Himmighoffen
- 1933–1934: Oskar Walleck
- 1934–1945: Alexander Schum
- 1945–1946: Jost Dahmen
- 1946–1947: Heinrich Voigt
- 1947–1951: Walter Bruno Iltz
- 1951–1961: Hermann Kühn
- 1961–1963: Erich Kriebig
- 1964–1967: Hellmuth Matiasek
- 1967–1968: Hermann Kühn
- 1968–1972: Hans Peter Doll[5]
- 1972–1979: Christoph Groszer
- 1979–1991: Mario Krüger
- 1992–1993: Hans Peter Doll[5]
- 1993–1995: Jürgen Flügge[6]
- 1995–1997: Leitungsgremium: Brigitte Fassbaender, Philippe Auguin, Tatjana Rese
- 1997–2010: Wolfgang Gropper
- 2010–2017: Joachim Klement
- ab 2017: Dagmar Schlingmann